# Traunkirchen
Traunkirchen ist eine Gemeinde in Oberösterreich im Bezirk Gmunden im Traunviertel am Traunsee mit 1717 Einwohnern (Stand 1. Jänner 2025).

## Geografie
Traunkirchen liegt auf 422 m ü. A. am Westufer des Traunsees. Die Ausdehnung beträgt von Nord nach Süd 7,8 km, von West nach Ost 4,8 km. Die Gesamtfläche beträgt 18,3 km², 43,2 % der Fläche sind bewaldet, 24,0 % der Fläche sind landwirtschaftlich genutzt.

### Gemeindegliederung
Die Gemeinde besteht aus den drei Katastralgemeinden
- Traunkirchen,
- Winkl und
- Mühlbachberg,

die zusammen eine einzige Ortschaft bilden. Diese gliedert sich in die Ortsteile Dorf, Eckbauerngut, Imwinkl, Koflersiedlung, Mitterndorf, Mühlbachberg, Schöffbänkersiedlung, Siegesbach, Viechtau, Winkl und zahlreiche Einzellagen.
Die Gemeinde liegt im Gerichtsbezirk Gmunden.

### Nachbargemeinden
|  | Altmünster                                  |         |
|  | Kompassrose, die auf Nachbargemeinden zeigt | Gmunden |
|  | Ebensee                                     |         |

## Geschichte
Traunkirchen ist alter Siedlungsboden. Von Funden weiß man, dass hier schon in der jüngeren Steinzeit, ebenso in der Bronze- und Hallstattzeit Menschen gelebt haben. Eine Testgrabung auf dem Johannesberg im Jahre 1979 ergab sichere Hinweise, dass sich dort vor 3500 Jahren eine heidnische Kultstätte befand.
Die Johannesbergkapelle trägt die Inschrift „Einst der Schlupfwinkel heidnischer Seeräuber, jetzt (dem) heiligen Johannes dem Täufer geweiht“. Dies und das Bild der Gründung des Klosters Traunkirchen im heutigen Pfarrhof, das im Hintergrund eine Schlacht und den Umsturz von Götzenstatuen zeigt, deuten auf konfliktgeladene vergangene Zeiten. Die Kirchenherren dürften es hier, wahrscheinlich auch im Zusammenhang mit dem salzreichen aber von Traunstein und Sonnstein abgeschiedenen oberen Trauntal, nicht leicht gehabt haben.
Wie man in einer Urkunde aus dem Jahr 909 n. Chr. lesen kann, ging durch König Ludwig die Abtei „Trunseo“ in den Besitz des Salzburger Erzbischofs Pilgrim I. und eines Grafen Aribo über, der 904 Besitzungen in der Steiermark erworben hatte. Um 1020 wurde das Kloster Traunkirchen gegründet, das als Nachfolger dieser Abtei gilt.
Ursprünglich im Ostteil des Herzogtums Bayern gelegen, gehörte der Ort Traunkirchen seit dem 12. Jahrhundert zum Herzogtum Österreich. Seit 1490 wird er dem Fürstentum Österreich ob der Enns zugerechnet. Während der Napoleonischen Kriege war der Ort mehrfach besetzt. Seit 1918 gehört er zum Bundesland Oberösterreich. Nach dem Anschluss Österreichs an das Deutsche Reich am 13. März 1938 war Traunkirchen Teil des Gaues Oberdonau. Nach 1945 erfolgte die Wiederherstellung Oberösterreichs, zuerst als amerikanische Besatzungszone, 1955 im freien und wiederhergestellten Österreich.
Das am Traunkirchner Ufer gelegene Löwendenkmal wurde 1861 anlässlich der Fertigstellung der Straße zwischen Gmunden und Ebensee der Öffentlichkeit übergeben worden. Am 23. September 1963 wurde es durch einen Bombenanschlag zerstört und im Folgejahr wieder neu errichtet. Weitere Attentatsziele waren am selben Tag im benachbarten Ebensee die Saline und die Feuerkogelseilbahn. Die Anschläge sind italienischen Extremisten im Zuge des damaligen Südtirol-Konflikts zuzurechnen.

### Einwohnerentwicklung
| Traunkirchen: Einwohnerzahlen von 1869 bis 2024 | Traunkirchen: Einwohnerzahlen von 1869 bis 2024 | Traunkirchen: Einwohnerzahlen von 1869 bis 2024 | Traunkirchen: Einwohnerzahlen von 1869 bis 2024 | Traunkirchen: Einwohnerzahlen von 1869 bis 2024 |
| ----------------------------------------------- | ----------------------------------------------- | ----------------------------------------------- | ----------------------------------------------- | ----------------------------------------------- |
| Jahr                                            |                                                 |                                                 |                                                 | Einwohner                                       |
| 1869                                            | 1869                                            |                                                 | 1.260                                           | 1.260                                           |
| 1880                                            | 1880                                            |                                                 | 1.266                                           | 1.266                                           |
| 1890                                            | 1890                                            |                                                 | 1.266                                           | 1.266                                           |
| 1900                                            | 1900                                            |                                                 | 1.293                                           | 1.293                                           |
| 1910                                            | 1910                                            |                                                 | 1.282                                           | 1.282                                           |
| 1923                                            | 1923                                            |                                                 | 1.502                                           | 1.502                                           |
| 1934                                            | 1934                                            |                                                 | 1.399                                           | 1.399                                           |
| 1939                                            | 1939                                            |                                                 | 1.407                                           | 1.407                                           |
| 1951                                            | 1951                                            |                                                 | 1.718                                           | 1.718                                           |
| 1961                                            | 1961                                            |                                                 | 1.610                                           | 1.610                                           |
| 1971                                            | 1971                                            |                                                 | 1.569                                           | 1.569                                           |
| 1981                                            | 1981                                            |                                                 | 1.603                                           | 1.603                                           |
| 1991                                            | 1991                                            |                                                 | 1.742                                           | 1.742                                           |
| 2001                                            | 2001                                            |                                                 | 1.764                                           | 1.764                                           |
| 2011                                            | 2011                                            |                                                 | 1.640                                           | 1.640                                           |
| 2021                                            | 2021                                            |                                                 | 1.687                                           | 1.687                                           |
| 2024                                            | 2024                                            |                                                 | 1.713                                           | 1.713                                           |
| Quelle(n): Statistik Austria                    |                                                 |                                                 |                                                 |                                                 |

## Kultur und Sehenswürdigkeiten

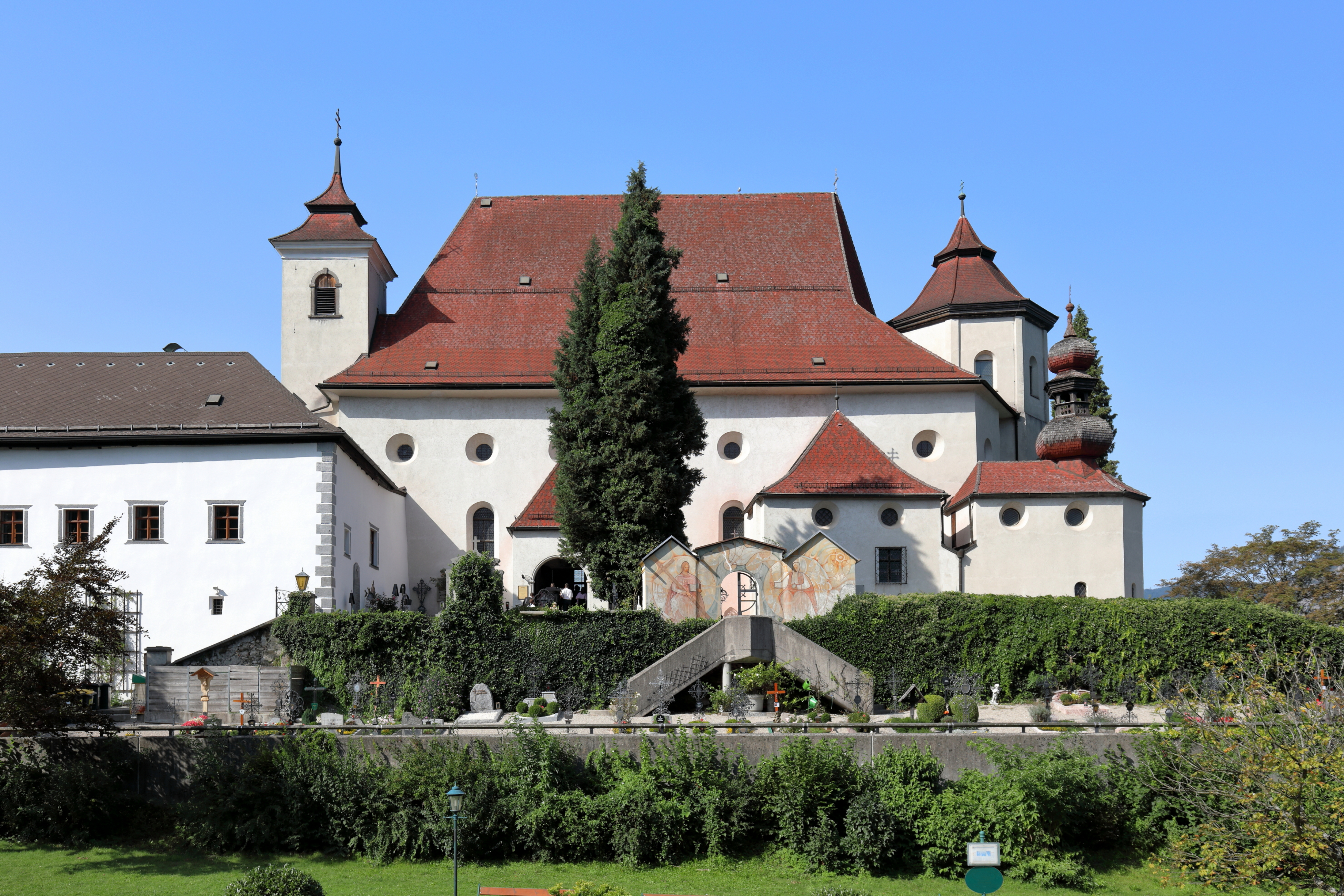
Pfarrkirche Traunkirchen

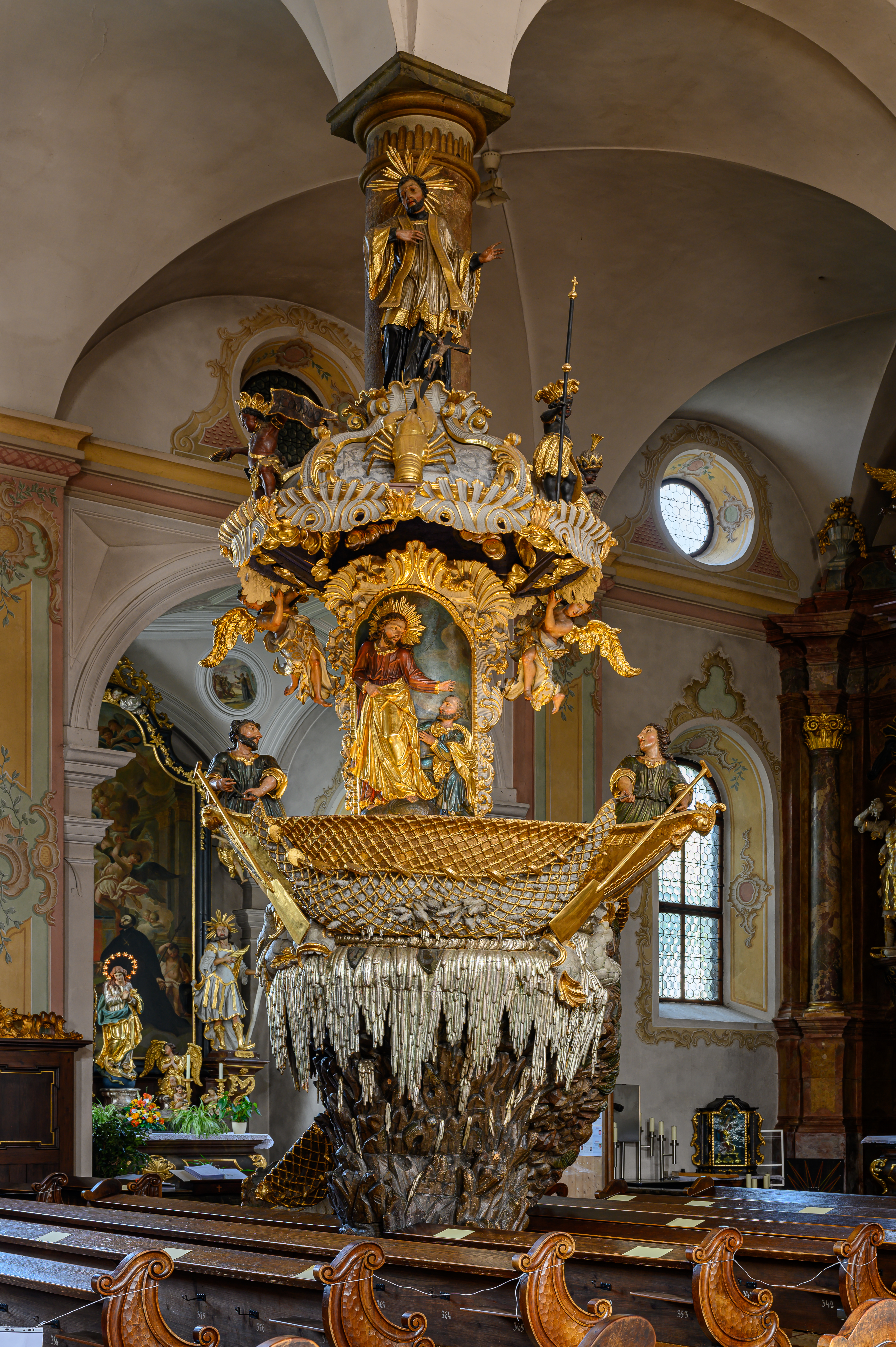
Fischerkanzel

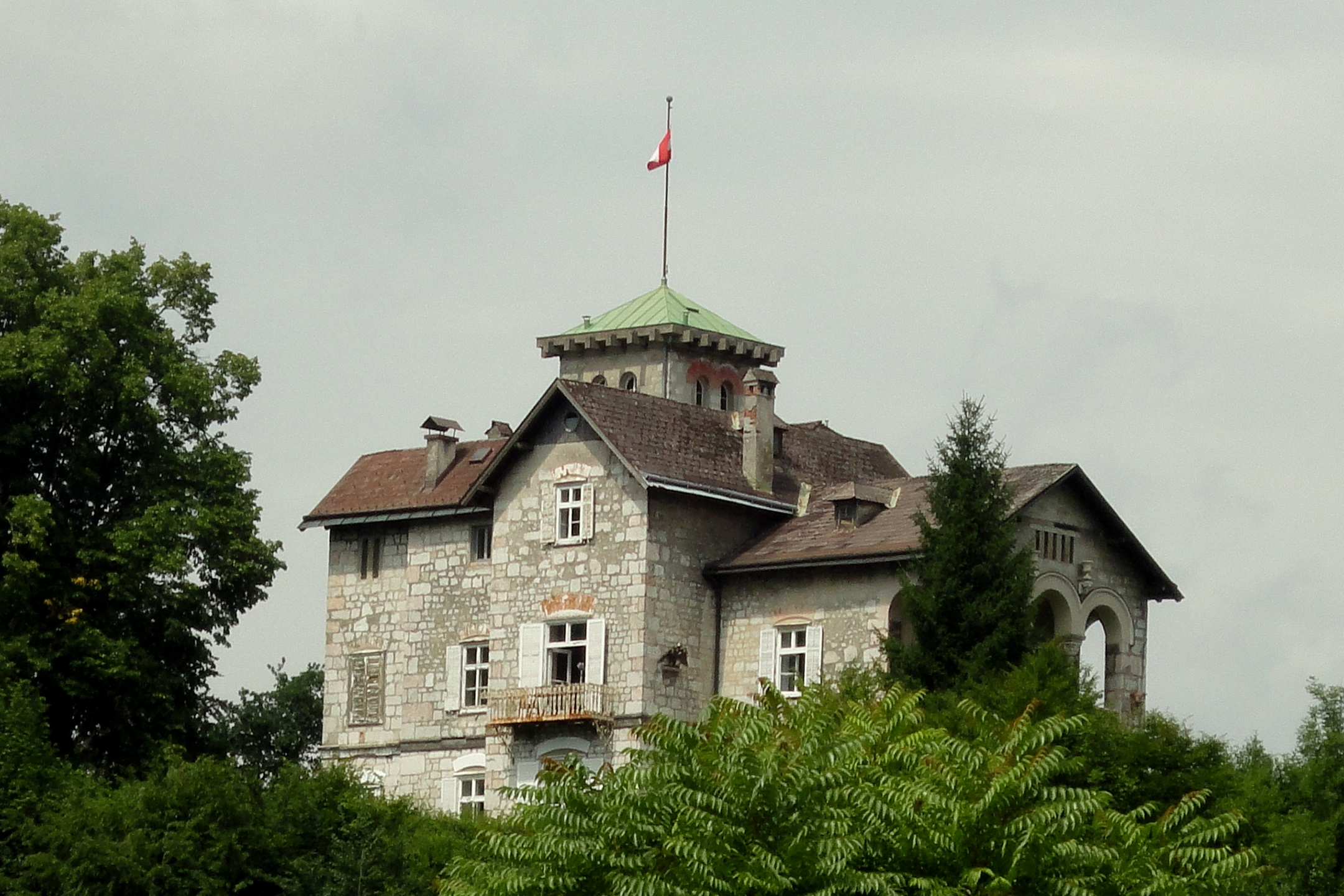
Die sogenannte „Russenvilla“ im Zentrum von Traunkirchen von Südosten

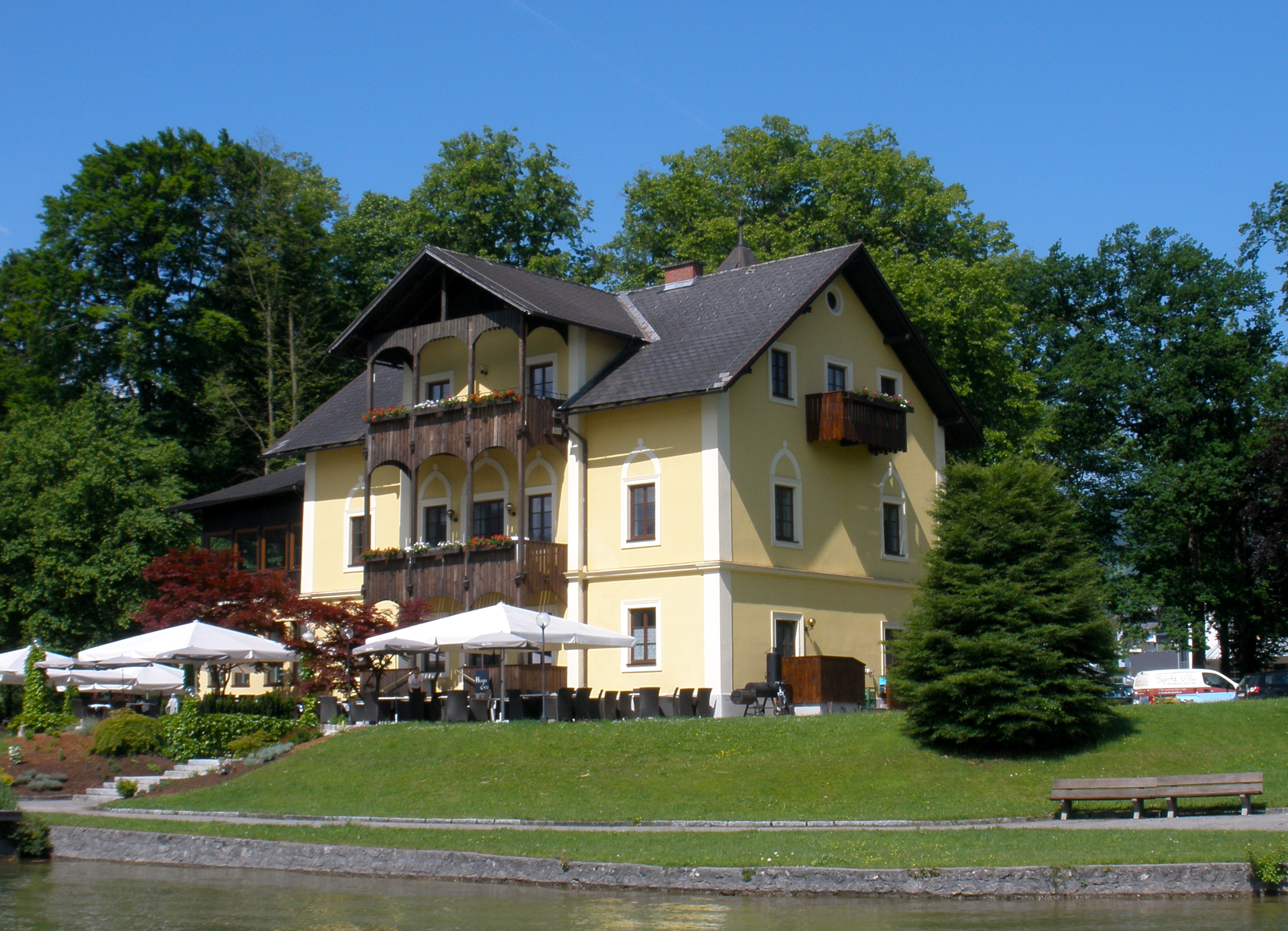
Spitzvilla

- Katholische Pfarrkirche Traunkirchen Mariä Krönung: Nach dem Gründungsbild wurde die Abtei „Trunseo“ bereits 632 n. Chr. errichtet. 1020 kamen Benediktinerinnen des Erinklosters in Salzburg nach Traunkirchen. Der erste Brand 1327 zerstörte das Kloster vollständig. Es wurde aber durch die Benediktinerinnen wieder aufgebaut. Durch die Jesuiten aus Passau, die das Kloster 1622 übernahmen, entstand nach dem zweiten Brand 1632, die Barockkirche in ihrer heutigen Form. 1773 wurde das Jesuitenkloster aufgelöst, die Klosterkirche dient seither als Pfarrkirche. Der Hochaltar, der 1754 von Franz Preisl erbaut wurde, ist der Krönung Mariens geweiht. Der rechte Seitenaltar ist dem hl. Ignatius, und der linke dem hl. Johannes von Nepomuk geweiht. Das Hauptwerk der Kirche ist die berühmte Fischerkanzel, welche ein unbekannter Meister im Jahre 1753 schuf und die das Wunder des reichen Fischfanges Petri darstellt.

- Die Fischerkanzel in der jetzigen Pfarrkirche (ehemalige Klosterkirche) wurde 1753 von einem nicht genannten Künstler geschnitzt. Sie stellt das Wunder des reichen Fischfangs dar. Die Apostel Jakobus und Johannes im Boot ziehen das mit Fischen gefüllte Netz empor. Im Hintergrund steht Christus und vor ihm kniet Petrus. Der Schalldeckel ist gekrönt von der Statue des hl. Franz Xaver, des Missionsapostels der Jesuiten für Indien und Japan. Vier braune und schwarze Gestalten, die Vertreter des Fernen Ostens, sitzen zu seinen Füßen. Vor dem Heiligen befindet sich ein großer Krebs, der in seiner Schere ein Kreuz hält. Aus dem Leben des Franz Xaver wird erzählt, dass ein Schiff, auf dem er sich befand, durch einen Sturm in große Gefahr gebracht wurde. Um den Sturm zu beschwichtigen, hielt er sein Kreuz in das Meer, wobei es ihm von einer Woge aus der Hand geschlagen wurde. Nach der Landung brachte ein großer Krebs dem Heiligen das Kreuz zurück.

- Johannesberg und Johannesbergkapelle: Der Odinstein, der heutige Johannesberg, ist ein uralter Kultboden. Wegen seines für diese Region einzigartigen, dichten Eibenbestandes ist der Johannesberg auch ein Naturdenkmal. Der Weg um den Johannesberg wird bis heute von der Bevölkerung als Odinsweg bezeichnet. Der Zeitpunkt der Errichtung der Johannesbergkapelle ist ungewiss, urkundlich wird sie erstmals 1356 erwähnt. Später finden sich in Jesuitenchroniken Eintragungen über eine Erweiterung der Kapelle. Seit dem 16. Jahrhundert ist die Kapelle dem Hl. Johannes dem Täufer geweiht. Ihr Knorpelwerksaltar ist mit einem sehenswerten Gemälde eines niederländischen Manieristen geschmückt.
- Kalvarienberg: Über viele im Jahr 1739 verlegte Steinstufen erreicht man nach vier Andachtskapellen die Hauptkapelle auf dem zentral gelegenen Kalvarienberg. In dieser 1699 fertiggestellten und somit ältesten Kalvarienbergkapelle des Salzkammergutes befinden sich eine barocke Kreuzigungsgruppe und alte Wandbilder. Beim Betrachten dieser Gemälde fällt von allem die kuriose, in die Landschaft des Salzkammergutes verlegte Darstellung des Himmlischen Jerusalem auf. Auch das traditionelle Brauchtum des Antlaßsingens in der Nacht von Gründonnerstag auf Karfreitag findet mit dem morgendlichen Bittgang auf den Kalvarienberg seinen würdigen Abschluss.
- Villa Pantschoulidzeff: Die im Volksmund so genannte „Russenvilla“ wurde in den Jahren 1850 bis 1854 nach Plänen des berühmten Architekten Theophil von Hansen erbaut und erhielt ihren Namen wohl deshalb, weil Sophie Pantschoulidzeff, die Bauherrin, eine russische Fürstentochter war.[3] Die Villa beherbergte zahlreiche berühmte Gäste, darunter Erzherzog Maximilian (Bruder Kaiser Franz Josefs und nachmaliger Kaiser von Mexiko), den russischen Dirigenten Anton Rubinstein, Rainer Maria Rilke, Wilhelm Kienzl und Adalbert Stifter. Das Haus befindet sich im Besitz des Antiquitätenhändlers Jürgen Hesz, der auch Eigentümer von Schloss Eggendorf ist.
- Spitzvilla: Karl Rudolf von Slatin war Gouverneur der Provinz Darfur im Sudan mit dem Beinamen Slatin Pascha, österreichischer und britischer Offizier. Seine abenteuerliche Autobiographie Feuer und Schwert im Sudan wurde vor allem in Großbritannien ein Bestseller. In der Spitzvilla, die er im Jahre 1897 erwarb, empfing Slatin verschiedene bedeutende Persönlichkeiten seiner Epoche, darunter den britischen König Eduard VII, Kaiser Franz Josef, … Seit 1976 ist die Spitzvilla im Besitz des Landes Oberösterreich. Sie bietet neben einem öffentlichen Park auch ein Café-Restaurant. Im Sommer wird sie zudem als Ausstellungs- und Veranstaltungszentrum genutzt.
- Handarbeitsmuseum: In den historischen Räumen des einstigen Nonnenklosters, welches in den Besitz der Gemeinde Traunkirchen überging, eröffneten die Goldhauben- und Kopftuchgruppen des Bezirkes Gmunden nach jahrelanger Sammlertätigkeit ihr Handarbeitsmuseum. Der Facettenreichtum der liebevoll gestalteten Ausstellung reicht von typischen regionalen Handarbeiten bis zu den Fest- und Salontrachten dieser Gegend. Es werden 34 verschiedene Handarbeitstechniken gezeigt.

### Regelmäßige Veranstaltungen
Glöcklerlauf

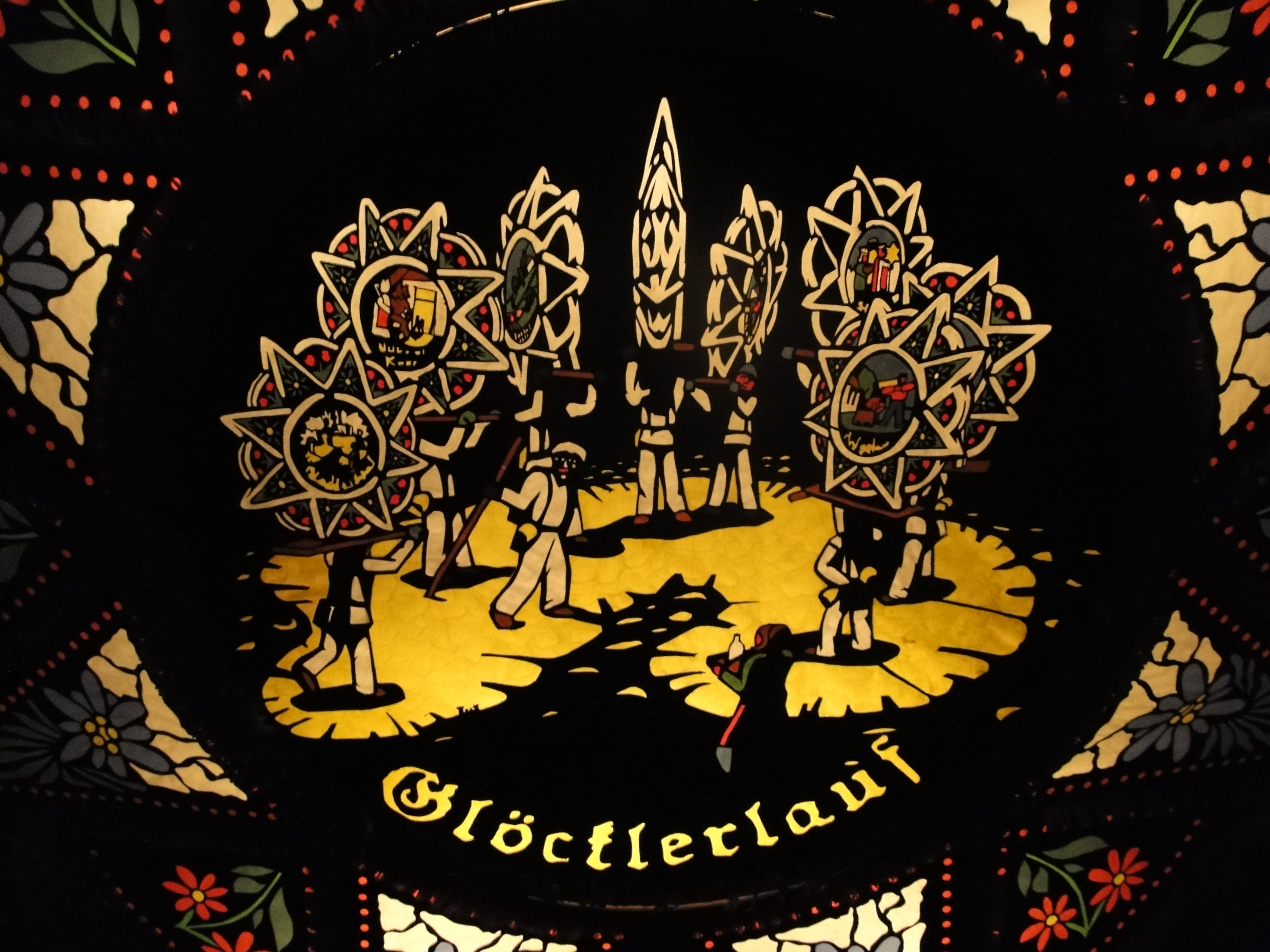
Das Motiv auf einer Glöcklerkappe aus Traunkirchen, welches den Glöcklerlauf schematisch darstellt

Am Abend des 5. Jänner trifft sich die traditionsbewusste männliche Bevölkerung von Traunkirchen jährlich zum Glöcklerlauf. Verschiedene meist altersmäßig gegliederte „Passen“ laufen mit farbenprächtigen, von innen beleuchteten Glöcklerkappen sternförmig zum allgemeinen Treffpunkt, wo um 22 Uhr alte Weihnachts- und Krippenlieder gesungen werden.
Antlasssingen
Um 21 Uhr des Gründonnerstags ziehen sehr viele Gläubige durch den Ort zum „Antlasssingen“. Antlass ist Angst, Todesangst Christi. An zwölf verschiedenen Stellen wird die Bevölkerung ermahnt, des Leidens Christi zu gedenken und von der Sünde abzulassen. Ein Vorsänger singt die geschlagene Stunde an, die Gläubigen stimmen den Stationen des Leidens Jesus gedenkend ein. Nach der Rückkehr von der letzten Runde um 3:00 Uhr singt man die „24 Stunden“, den Ablauf des Leidens Christi in einem 16-strophigen, balladenhaften Lied.
Fronleichnamsprozession am Traunsee

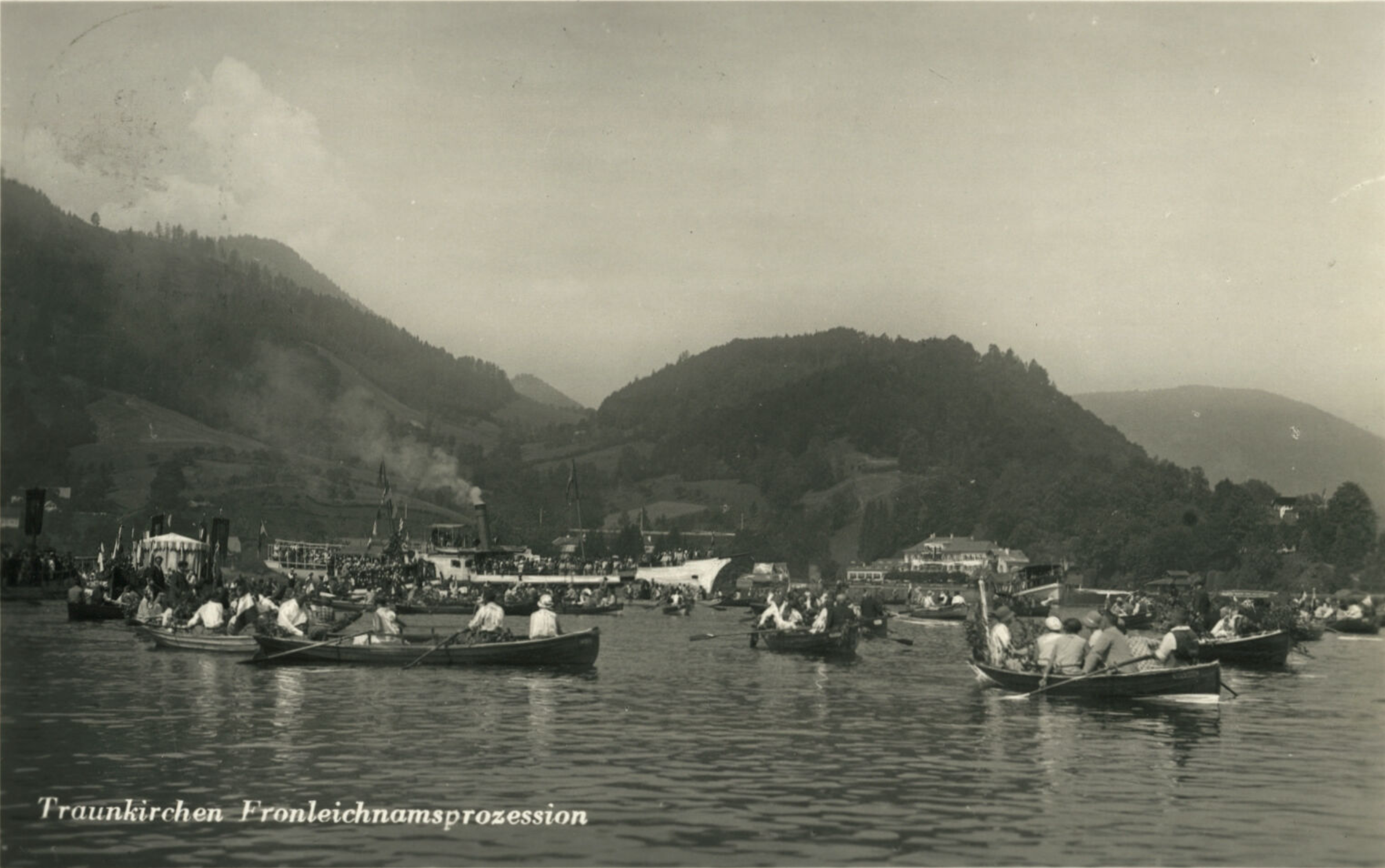
Fronleichnamsprozession 1936

In Traunkirchen wird Fronleichnam seit dem zweiten Brand 1632 als eucharistische Seeprozession abgehalten. Nach der Heiligen Messe in der Pfarrkirche verlässt die Prozession unter den Klängen noch aus der Jesuitenzeit stammender Melodien das Gotteshaus und bewegt sich zum Seetor des einstigen Klosters. Die Glocken kündigen den Beginn der Prozession an, und die Ortsmusik spielt den eucharistischen Hymnus Pange lingua.
Der Kurs der Fronleichnamsflotte, bestehend aus Hauptschiff, der „Himmelsfuhre“, der Gegenfuhre, und zahlreichen Booten, begibt sich danach unter Gesang und Gebet zu den vier Stationen der Prozession in der Winkelbucht, auf der Höhe des Klosters, südlich des Johannesberges und beim Kriegerdenkmal. Bei jeder Station verkündigt der Priester das Evangelium und erteilt den Segen.
Das erste Ölbild einer Fronleichnamsprozession stammt aus dem Jahr 1830. Das Original befindet sich im Schifffahrtsmuseum in der Greinburg.
Holzmarkt
Immer am ersten Wochenende im September findet in Traunkirchen der Holzmarkt statt. Früher war er lange Zeit im Spitzvilla-Areal kurzzeitig im Traunkirchner Ortszentrum und jetzt im Areal des Waldcampus Österreich (ehemaliges LKH Buchberg).
Märchennacht
Seefest mit Salut der Prangerschützen, Vorführungen vom Wasserschiklub Traunkirchen, Konzert von stets wechselnden Musikvereinen, Schaurudern der Traunseeplätten, Tanz und Unterhaltung, Open Air Disco Party beim Musikpavillon.
Internationale Sommerakademie
Die 2008 gegründete und jährlich im Sommer stattfindende Sommerakademie Traunkirchen bietet für Kunstinteressierte zwei- und dreiwöchige Seminare mit renommierten Künstlern; die Schlussausstellung zeigt die in den Kursen produzierte Arbeiten. Veranstaltungsort ist das ehemalige Kloster Traunkirchen.
Internationale Akademie Traunkirchen
2009 gegründet von Quantenphysiker Universitätsprofessor Anton Zeilinger, dem Land Oberösterreich und weiteren Wissenschaftern. Wissenschafter aus aller Welt sind eingeladen als Resident Fellow an ihren Projekten zu arbeiten. Interessierte und begabte Schüler aus Oberösterreich werden besonders gefordert und gefördert und deren Begeisterung an Wissenschaft und Forschung entfacht und gestärkt. Öffentliche Vorträge von international hochrangigen Experten und Wissenschaftern. Veranstaltungsort ist das ehemalige Kloster Traunkirchen.

## Politik
Der Gemeinderat hat 19 Mitglieder.
- Mit den Gemeinderats- und Bürgermeisterwahlen in Oberösterreich 2003 hatte der Gemeinderat folgende Verteilung: 12 ÖVP und 7 SPÖ.
- Mit den Gemeinderats- und Bürgermeisterwahlen in Oberösterreich 2009 hatte der Gemeinderat folgende Verteilung: 12 ÖVP und 7 SPÖ.
- Mit den Gemeinderats- und Bürgermeisterwahlen in Oberösterreich 2015 hatte der Gemeinderat folgende Verteilung: 9 ÖVP, 5 SPÖ und 5 LiFT (Liste für Traunkirchen)[5].
- Mit den Gemeinderats- und Bürgermeisterwahlen in Oberösterreich 2021 hat der Gemeinderat folgende Verteilung: 11 ÖVP, 4 SPÖ und 4 LiFT.[6][7]

### Bürgermeister
- 1850 bis 1860 Andreas Karobath
- 1860 bis 1870 Josef Schick
- 1870 bis 1871 Andreas Karobath
- 1871 bis 1879 Sebastian Neubacher
- 1879 bis 1882 Adalbert Karobath
- 1882 bis 1888 Sebastian Neubacher
- 1888 bis 1891 Adalbert Karobath
- 1891 bis 1894 Sebastian Neubacher
- 1894 bis 1919 Andreas Mühlbacher
- 1919 bis 1920 Franz Raffelsberger
- 1920 bis 1921 Johann Scheichl
- 1921 bis 1923 Michael Eckl
- 1923 bis 1924 Schwarzlmüller
- 1924 bis 1929 Franz Raffelsberger
- 1929 bis 1938 Josef Feichtinger
- 1938 bis 1939 Karl Wutscher
- 1939 bis 1941 Josef Angele
- 1941 bis 1945 Edmund Trick
- 1945          Fritz Feichtinger
- 1945 bis 1946 Franz Brunner
- 1946 bis 1949 Karl Hoel
- 1949 bis 1971 Josef Stummer
- 1971 bis 1973 Rudolf Freilinger
- 1973 bis 1987 Franz Schmid
- 1987 bis 2002 Matthias Ellmauer (ÖVP)
- 2002 bis 2013 Peter Aschenbrenner (ÖVP)[8]
- 2013 bis 2015 Alois Thalhamer (ÖVP)
- seit 2015 Christoph Schragl (ÖVP)

### Wappen
Blasonierung: Erniedrigt bogenförmig geteilt; oben in Blau drei silberne, eins zu zwei gestellte, fliegende Möwen, von denen die zweite linksgewendet ist, unten in Gold ein blauer Bogenbalken. Gemeindefarben: Blau-Gelb-Blau.
Das Wappen symbolisiert die Lage des Ortes am Traunsee. Es wurde 1978 durch die oberösterreichische Landesregierung verliehen, aber schon seit Anfang des 20. Jahrhunderts in ähnlicher Form (mit fünf Möwen) ohne offizielle Genehmigung verwendet.

## Persönlichkeiten

### Ehrenbürger
- Joseph von Spaun (1788–1865), k.u.k. Hofrat
- Louis Baravalle von Brackenburg († 1892), k.u.k. Major, begraben in Traunkirchen[10]
- Arthur Freiherr von Löwenthal (1835–1905),[11] begraben in Traunkirchen[12]
- Anka Freifrau von Löwenthal (1853–1935),[13] begraben in Traunkirchen[12]
- Adalbert Karobath, Hotelier und Postmeister, ehemaliger Bürgermeister von Traunkirchen
- Sebastian Neubacher, Wirt am Stein, ehemaliger Bürgermeister von Traunkirchen
- Andreas Mühlbacher, ehemaliger Bürgermeister von Traunkirchen
- Josef Stummer, Architekt und Baumeister, ehemaliger Bürgermeister von Traunkirchen[14]

### Söhne und Töchter der Gemeinde
- Franz von Harrach (1870–1937), k. u. k. Kämmerer
- Wolfgang Pesendorfer (1949–2022), Vizepräsident des Verwaltungsgerichtshofs
- Walter Resch (1939–1995), Techniker und Politiker

### Personen mit Bezug zur Gemeinde
- Friedrich Mahler (1878–1948), Architekt und Stadtbaumeister; lebte ab 1932 in Traunkirchen
- Arnold Schönberg (1874–1951), Komponist; verbrachte seine Ferien in Traunkirchen
- Marilies Flemming (1933–2023), Politikerin; begraben in Traunkirchen
- Matthias Ellmauer (* 1946), Politiker; ehemaliger Bürgermeister von Traunkirchen